# 2. deild islandzka w piłce nożnej (1982)
Sezon 1982 był 28. sezonem drugiego poziomu ligowego piłki nożnej na Islandii. Pierwsze miejsce zajął zespół Þróttur Reykjavík, zdobywając dwadzieścia dziewięć punktów w osiemnastu meczach. Po sezonie awansowały zespoły Þróttur Reykjavík i Þór Akureyri, spadły natomiast Skallagrímur oraz Þróttur Nes.

## Drużyny
Po sezonie 1981 z ligi awansowały zespoły Keflavík i ÍB Ísafjörður, spadły zaś Selfoss i Haukar. Ich miejsce zajęły spadające z 1. deild Þór Akureyri i FH oraz awansujące z 3. deild Njarðvík i Einherji.
| Uczestnicy poprzedniej edycji                                                                                 | Uczestnicy poprzedniej edycji | Uczestnicy poprzedniej edycji | Uczestnicy poprzedniej edycji |
| --- | ----------------------------- | ----------------------------- | ----------------------------- |
| ÞRR | Þróttur Reykjavík             | 3                             |                               |
| REY | Reynir                        | 4                             |                               |
| FYL | Fylkir                        | 5                             |                               |
| VÖL | Völsungur Húsavík             | 6                             |                               |
| SKA | Skallagrímur                  | 7                             |                               |
| ÞNE | Þróttur Nes                   | 8                             |                               |
| Spadek z 1. deild                                                                                             |                               |                               |                               |
| ÞÓR | Þór Akureyri                  | 9                             |                               |
| FH | FH                            | 10                            |                               |
| Awans z 3. deild                                                                                              |                               |                               |                               |
| NJA | Njarðvík                      | 1                             |                               |
| EIH | Einherji                      | 2                             |                               |
| Oznaczenia: - kolumna pierwsza – skróty nazw drużyn, - kolumna trzecia – miejsce zajęte w poprzednim sezonie. |                               |                               |                               |

## Tabela
| Lp. | Drużyna               | M  | Z  | R  | P  | Bramki | Bramki | Różn. | Pkt | Uwagi              |
| --- | --------------------- | -- | -- | -- | -- | ------ | ------ | ----- | --- | ------------------ |
| 1   | Þróttur Reykjavík (A) | 18 | 12 | 5  | 1  | 27     | 8      | +19   | 29  | Awans do 1. deild  |
| 2   | Þór Akureyri (A)      | 18 | 8  | 7  | 3  | 36     | 19     | +17   | 23  | Awans do 1. deild  |
| 3   | Reynir                | 18 | 9  | 3  | 6  | 26     | 16     | +10   | 21  |                    |
| 4   | FH                    | 18 | 7  | 6  | 5  | 21     | 23     | −2    | 20  |                    |
| 5   | Völsungur Húsavík     | 18 | 5  | 6  | 7  | 20     | 21     | −1    | 16  |                    |
| 6   | Njarðvík              | 18 | 5  | 5  | 8  | 24     | 30     | −6    | 15  |                    |
| 7   | Einherji              | 18 | 6  | 3  | 9  | 24     | 31     | −7    | 15  |                    |
| 8   | Fylkir                | 18 | 1  | 12 | 5  | 12     | 18     | −6    | 14  |                    |
| 9   | Skallagrímur (S)      | 18 | 5  | 4  | 9  | 21     | 30     | −9    | 14  | Spadek do 3. deild |
| 10  | Þróttur Nes (S)       | 18 | 5  | 3  | 10 | 10     | 25     | −15   | 13  | Spadek do 3. deild |

## Wyniki
| Gospodarz \ Gość  | EIH | FYL | FH  | NJA | REY | SKA | VÖL | ÞNE | ÞRR | ÞÓR |
| Einherji          |     | 3:1 | 4:3 | 1:1 | 1:0 | 3:2 | 2:1 | 0:0 | 0:2 | 1:1 |
| Fylkir            | 0:1 |     | 1:1 | 2:2 | 2:2 | 2:1 | 0:0 | 0:0 | 0:0 | 0:2 |
| FH                | 3:1 | 1:1 |     | 1:0 | 1:0 | 1:0 | 2:0 | 3:0 | 0:4 | 1:0 |
| Njarðvík          | 2:1 | 1:0 | 5:1 |     | 1:4 | 1:2 | 2:2 | 1:1 | 0:1 | 1:0 |
| Reynir            | 4:1 | 1:1 | 2:1 | 5:1 |     | 1:0 | 0:1 | 1:0 | 1:2 | 1:3 |
| Skallagrímur      | 4:2 | 0:0 | 1:1 | 1:1 | 0:1 |     | 2:4 | 1:0 | 0:0 | 1:5 |
| Völsungur Húsavík | 2:1 | 0:0 | 1:1 | 1:2 | 0:1 | 1:3 |     | 3:0 | 0:2 | 1:1 |
| Þróttur Nes       | 1:0 | 1:0 | 3:1 | 1:0 | 0:1 | 0:1 | 2:1 |     | 0:1 | 0:1 |
| Þróttur Reykjavík | 1:0 | 0:0 | 0:0 | 2:1 | 1:0 | 4:0 | 0:2 | 3:1 |     | 2:1 |
| Þór Akureyri      | 3:2 | 2:2 | 0:0 | 4:2 | 1:1 | 3:2 | 0:0 | 7:0 | 2:2 |     |

Źródło:  (ang.)
Objaśnienia:
1Drużyna gospodarzy jest wymieniona po lewej stronie tabeli.
Kolory: zielony – zwycięstwo gospodarzy, żółty – remis, różowy – zwycięstwo gości.

## Najlepsi strzelcy
| Bramki | Strzelcy              | Drużyna           |
| ------ | --------------------- | ----------------- |
| 9      | Jón Halldórsson       | Njarðvík          |
| 8      | Guðjón Guðmundsson    | Þór Akureyri      |
| 8      | Sverrir Pétursson     | Þróttur Reykjavík |
| 8      | Kristján Kristjánsson | Völsungur Húsavík |
| 7      | Pálmi Jónsson         | FH                |
| 7      | Þórður Karlsson       | Njarðvík          |
| 7      | Örn Guðmundsson       | Þór Akureyri      |